# Herminia gigantea
Herminia gigantea là một loài bướm đêm trong họ Noctuidae.